# Dubočica (Višegrad, BiH)
Dubočica je naseljeno mjesto u općini Višegradu, Republika Srpska, BiH.

## Stanovništvo
Nacionalni sastav stanovništva 1991. godine, bio je sljedeći:
| Narod     | Broj stanovnika |
| --------- | --------------- |
| Muslimani | 62              |
| Ostali    | 6               |
| Ukupno    | 68              |